# Liste der Kulturdenkmale in Moorrege
In der Liste der Kulturdenkmale in Moorrege sind alle Kulturdenkmale der schleswig-holsteinischen Gemeinde Moorrege (Kreis Pinneberg) und ihrer Ortsteile aufgelistet (Stand: 10. März 2025).

## Legende
In den Spalten befinden sich folgende Informationen:
- Objekt-ID: die Nummer des Kulturdenkmales
- Lage: die Adresse des Kulturdenkmales und die geographischen Koordinaten. Kartenansicht, um Koordinaten zu setzen. In der Kartenansicht sind Kulturdenkmale ohne Koordinaten mit einem roten Marker dargestellt und können in der Karte gesetzt werden. Kulturdenkmale ohne Bild sind mit einem blauen Marker gekennzeichnet, Kulturdenkmale mit Bild mit einem grünen Marker.
- Offizielle Bezeichnung: Bezeichnung des Kulturdenkmales
- Beschreibung: die Beschreibung des Kulturdenkmales
- Bild: ein Bild des Kulturdenkmales

## Bauliche Anlagen
| Objekt-ID      | Lage                                                 | Offizielle Bezeichnung            | Beschreibung | Bild                             |
| -------------- | ---------------------------------------------------- | --------------------------------- | --- | -------------------------------- |
| 25925 Wikidata | Deichweg 5 (53° 40′ 28″ N, 9° 36′ 31″ O)             | Brückenwärterhaus                 | Alteintragung (Aktualisierung vorgesehen) - Begründung: geschichtlich, wissenschaftlich, technisch, Kulturlandschaft prägend - Schutzumfang: gesamtes Objekt - Denkmaltyp: Bauliche Anlage | Fotos hochladen                  |
| 9521 Wikidata  | Dünenweg 44 (53° 40′ 23″ N, 9° 40′ 1″ O)             | Gärtnerhaus                       | Alteintragung (Aktualisierung vorgesehen) - Begründung: geschichtlich - Schutzumfang: Alteintragung (Aktualisierung vorgesehen) - Denkmaltyp: Bauliche Anlage | Fotos hochladen                  |
| 24837 Wikidata | Haselweg 2 (53° 40′ 7″ N, 9° 39′ 30″ O)              | Hallenhaus                        | Wohn- und Wirtschaftsgebäude; im Kern um 1800, Umbau um 1880; Fachhallenhaus von sieben Fach, Außenwände in Backstein, reetgedecktes Satteldach - Begründung: geschichtlich, Kulturlandschaft prägend - Schutzumfang: gesamtes Objekt - Denkmaltyp: Bauliche Anlage | Fotos hochladen                  |
| 9876 Wikidata  | Klevendeicher Chaussee (53° 40′ 29″ N, 9° 36′ 30″ O) | Drehbrücke                        | Die Brücke wurde 1887 erbaut. Sie ist die zweitälteste noch funktionsfähige Drehbrücke Deutschlands. 1996 bis 1999 wurde die Brücke für ca. 1.380.000 € instand gesetzt, 2016 erneut für ca. 818.000 €. Alteintragung (Aktualisierung vorgesehen) - Begründung: geschichtlich, wissenschaftlich, technisch, Kulturlandschaft prägend - Schutzumfang: gesamtes Objekt - Denkmaltyp: Bauliche Anlage | weitere Fotos \| Fotos hochladen |
| 3430 Wikidata  | Klinkerstraße 28 (53° 40′ 25″ N, 9° 39′ 57″ O)       | Fabrikanten-Villa „Schloß Düneck“ | Das schlossartige Gebäude liegt in einem ausgedehnten Park an der Klinkerstraße in Moorrege. Obwohl es als Schloss Düneck bekannt ist, handelt es sich nicht um ein Schloss. Es ist vielmehr das Landhaus des reichen Deutsch-Amerikaners Michael Lienau (1816–1893), das dieser 1871 bauen ließ. Architekt war dessen Bruder Detlef Lienau (1818–1887), der als einer der bedeutendsten amerikanischen Architekten seiner Zeit galt. Alteintragung (Aktualisierung vorgesehen) - Begründung: Alteintragung (Aktualisierung vorgesehen) - Schutzumfang: Alteintragung (Aktualisierung vorgesehen) - Denkmaltyp: Bauliche Anlage | weitere Fotos \| Fotos hochladen |

## Gründenkmale
| Objekt-ID     | Lage                                           | Offizielle Bezeichnung | Beschreibung | Bild |
| ------------- | ---------------------------------------------- | ---------------------- | --- | ---- |
| 9361 Wikidata | Klinkerstraße 28 (53° 40′ 27″ N, 9° 39′ 55″ O) | Park                   | Alteintragung (Aktualisierung vorgesehen) - Begründung: geschichtlich, künstlerisch, Kulturlandschaft prägend - Schutzumfang: gesamtes Objekt - Denkmaltyp: Gründenkmal | BW   |

## Quelle
- Liste der Kulturdenkmale in Schleswig-Holstein – Kreis Pinneberg (PDF)

- Karte mit allen Koordinaten:
- OSM |
- WikiMap